# Nors
Nors – miasto w Danii, w regionie Jutlandia Północna, w gminie Thisted.
Nors jest położone 14 kilometrów na południowy wschód od Hanstholm i 9 kilometrów na północ od Thisted.